# Los Barruecos
Los Barruecos és un paratge natural declarat Monument natural per la Junta d'Extremadura al febrer de 1996, una figura legal que garanteix la protecció d'aquest espai amb l'objectiu de preservar-lo per a les generacions futures. Per justificar l'aplicació d'aquest règim de protecció en aquest entorn es van esgrimir nombroses raons de gran pes, en relació amb la importància de la geologia, la fauna i la flora de la zona, així com de les restes arqueològiques que testifiquen una continuada presència humana a la regió. Aquest reconeixement oficial es va deure en gran manera a la repercussió mediàtica que va generar el projecte del Museu Vostell Malpartida l'any 1976, que va ser promogut i situat en aquests terrenys per l'artista alemany establert a Extremadura, Wolf Vostell, pintor, escultor, pioner de la instal·lació i del videoart i una de les figures més destacades del moviment Fluxus.
Los Barruecos es troben a uns catorze quilòmetres de Càceres, al terme municipal de Malpartida de Càceres, aproximadament a tres quilòmetres al sud del nucli urbà. S'accedeix des de Càceres per la carretera N-521 fins a Malpartida de Càceres, on el desviament cap a Los Barruecos està ja senyalitzat.

## Paisatge

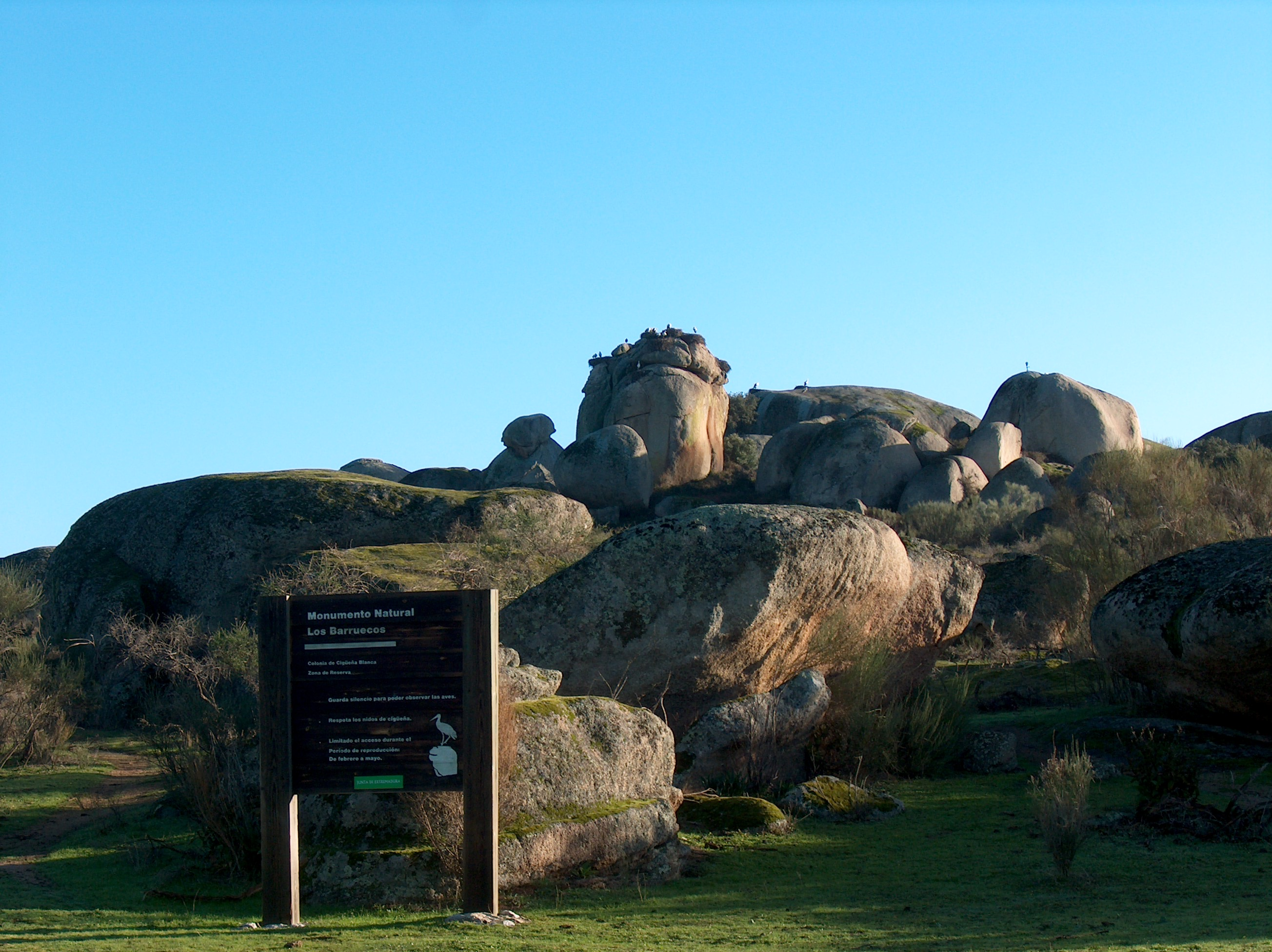
Penyes de Los Barruecos

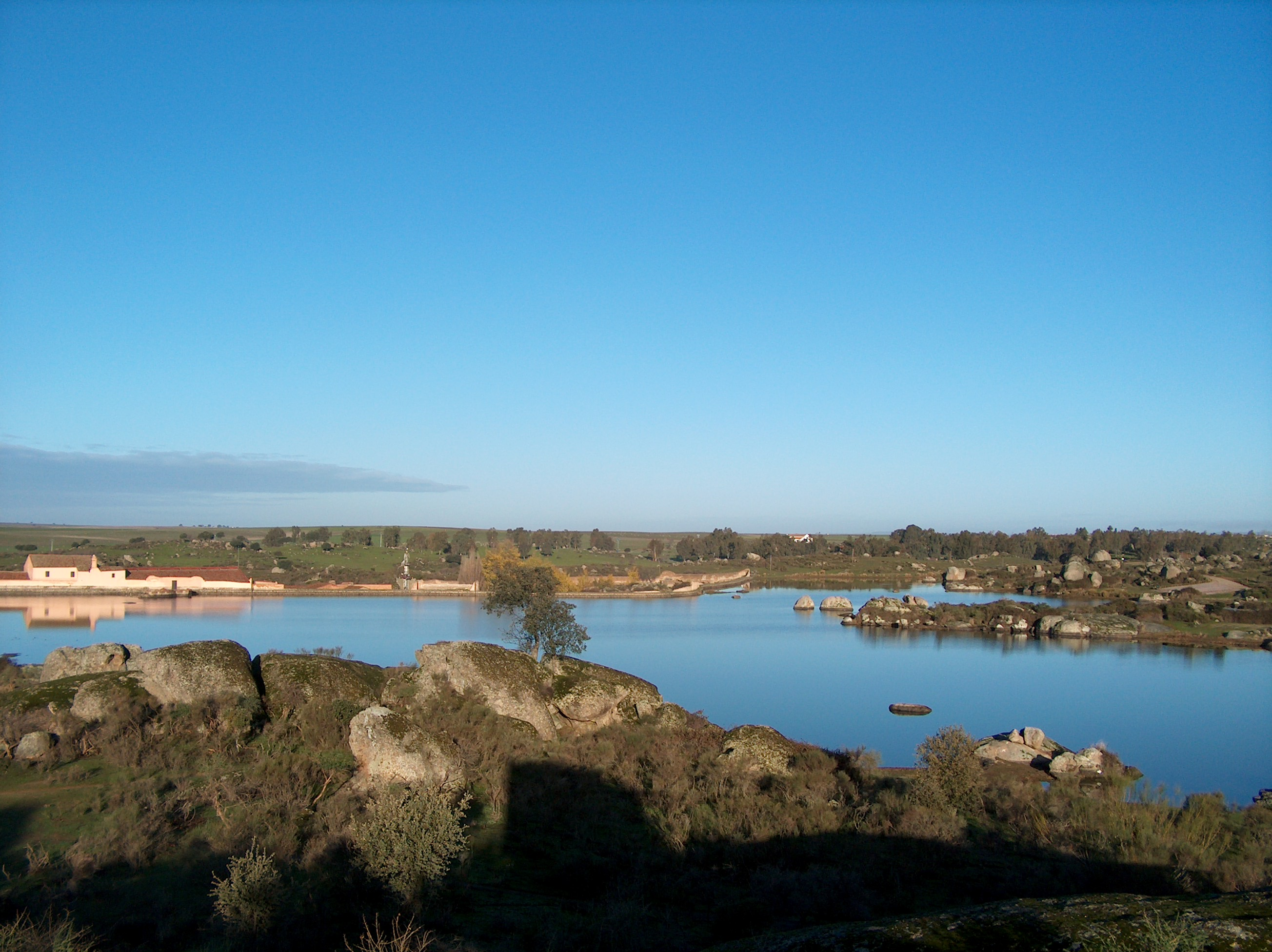
Barrueco d'Abaix

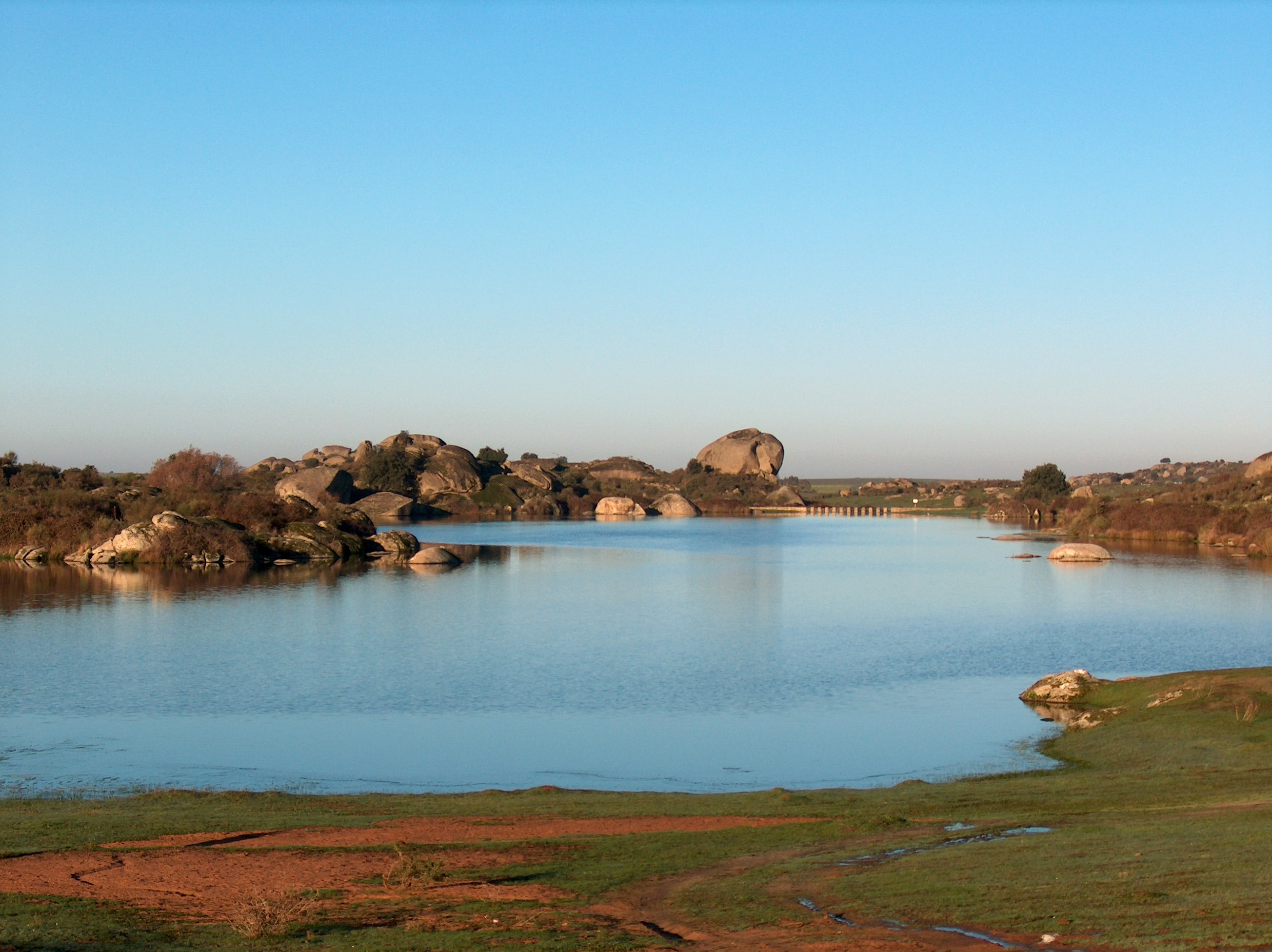
Barrueco de Dalt

El perfil i la configuració del paisatge són singulars i evocadors. Les grans masses de granit s'han degradat progressivament al llarg de milions d'anys i han originat unes formes monolítiques globulars conegudes com a bitlles, veritables escultures modelades per la mà de la natura que han rebut noms com el Bolet o les Penyes del Tresor. El riu Salor n'és la principal artèria fluvial, ja que hi drenen els rierols el represament dels quals en diferents èpoques ha possibilitat la creació d'una sèrie de tolles. Entre elles es troba la coneguda com del Barrueco d'Abaix, en la riba del qual es localitza l'antic Safareig de Llanes, que constitueix l'actual Museu Vostell Malpartida.

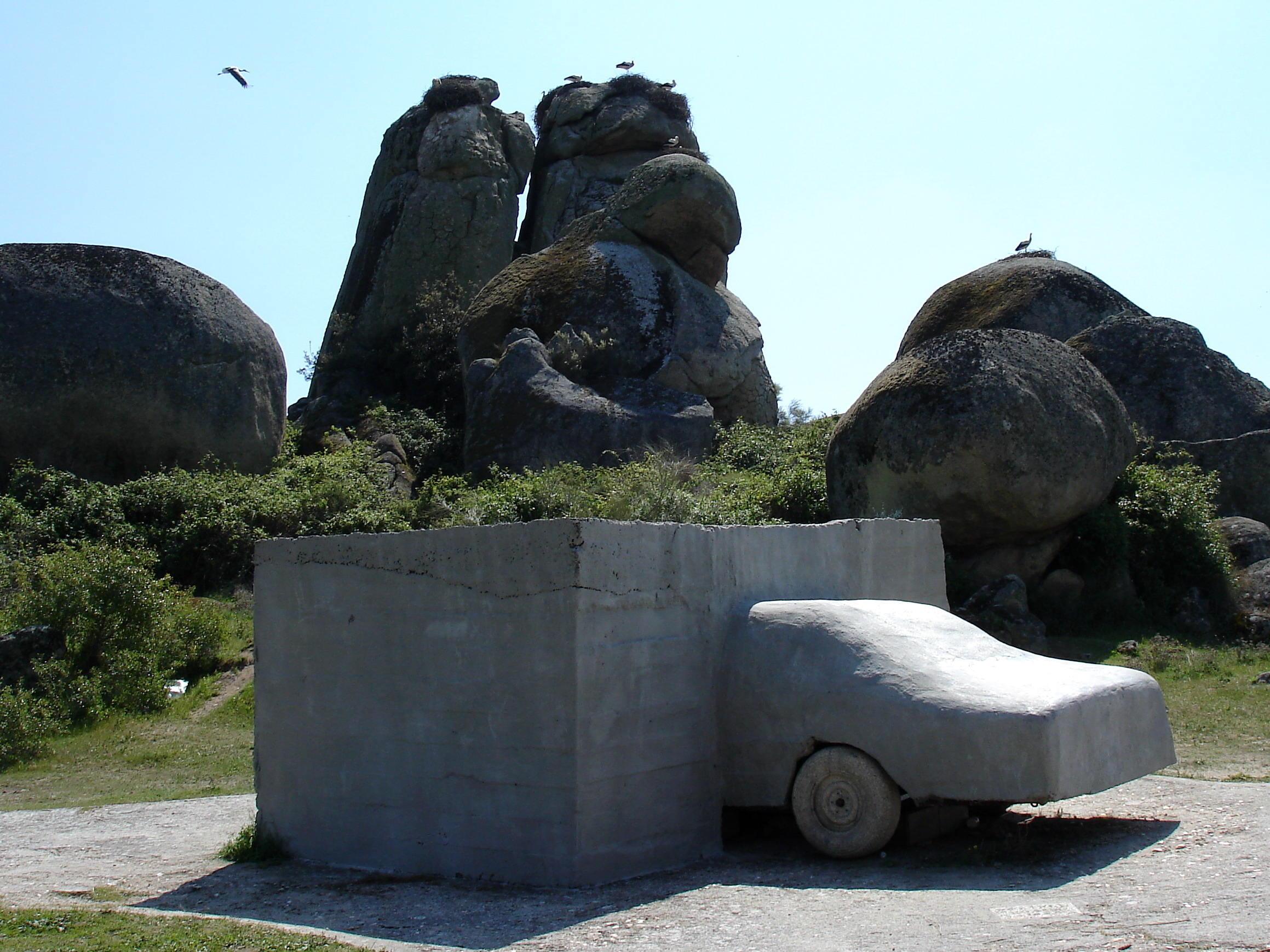
VOAEX (Viatge de formigó per l'alta Extremadura), 1976, escultura de Wolf Vostell a Los Barruecos, Malpartida de Càceres, Museu Vostell Malpartida

El Ratero és un edifici construït al segle xviii per albergar la indústria de llana de la zona. A aquest efecte es van aprofitar les estructures d'uns molins fariners preexistents. Al 1988 el conjunt va ser declarat «Bé d'interès cultural i lloc històric» per la Junta d'Extremadura. Exemple paradigmàtic de l'arqueologia preindustrial i esmentat en el seu moment per estudiosos com Pascual Madoz, Antonio Ponz o Juan Agustín Ceán Bermúdez, va experimentar un procés d'ampliació a causa de l'auge de la indústria a la qual es dedicava al llarg del segle xix, per sofrir posteriorment l'abandó i la ruïna durant el segle xx. Constava de diversos molins, un batan, el safareig, oficines, dependències, una petita ermita i la tolla, essencial per al procés de la rentada de la llana. La seva arquitectura s'organitza partint del mur de la tolla, des d'on s'originen una sèrie de naus o espais voltats que actualment conserven els noms de les antigues funcions a les quals estaven dedicats, com la tosa, pesatge, calderes, etc. Aquests espais se sostenen mitjançant arqueries compostes per paraments rústics de maó, i pertanyen tots aquests trets a l'arquitectura popular de la regió.

## Fauna
Els malpartidenys són molt aficionats a pescar en la tolla anomenada del Barrueco d'Abaix, on es capturen uns peixos, les tenques, molt apreciats pel seu sabor i que s'utilitzen com a ingredient principal d'alguns dels plats més cèlebres de la gastronomia local.

Les tenques no són l'única espècie animal destacada de Los Barruecos. Podria considerar-se que la més assenyalada d'aquest hàbitat és la cigonya blanca, que ha establert aquí una de les colònies sobre roca més importants a nivell europeu. Gràcies a aquest fet, Malpartida de Càceres va ser nomenada poble europeu de les cigonyes al 1997 pel Fons Patrimoni Natural Europeu. Aquestes aus construeixen els nius sobre les bitlles granítiques, generant amb això la imatge més emblemàtica d'aquest paisatge.
Quant a la flora, en origen més arbrat, va derivar cap a una altra de formada en la seva majoria per diverses espècies de matolls (ginestes, bàlecs) a causa de les activitats agràries i ramaderes en l'ecosistema. A les zones humides s'observen també algunes espècies de ranuncles i orquídies.

Panorames
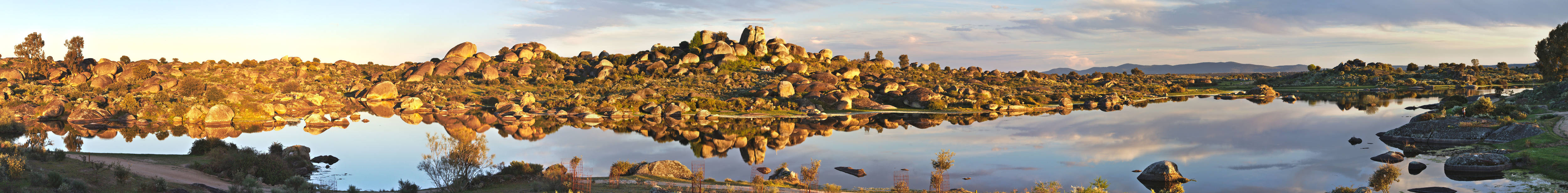
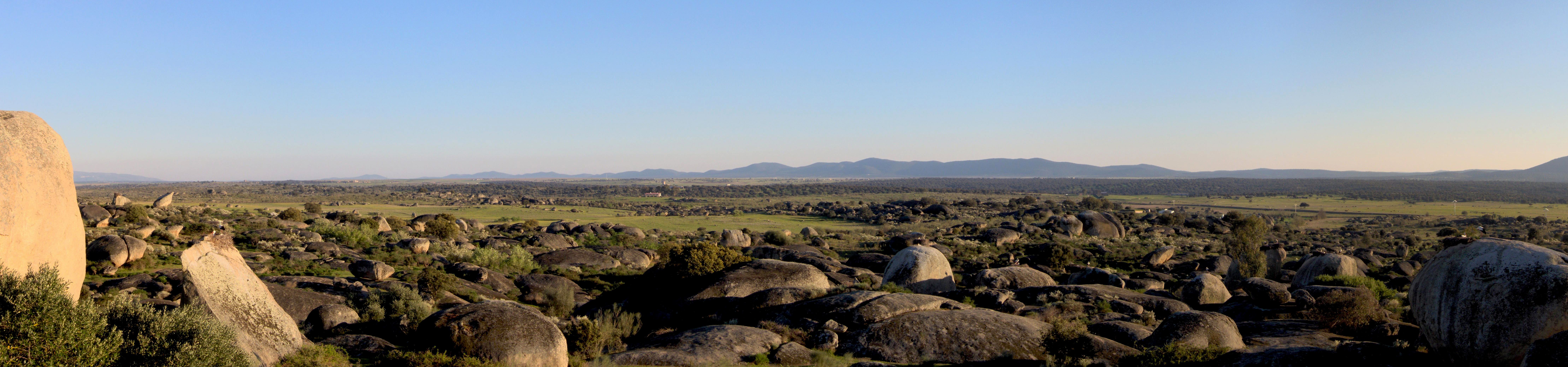

## Arqueologia

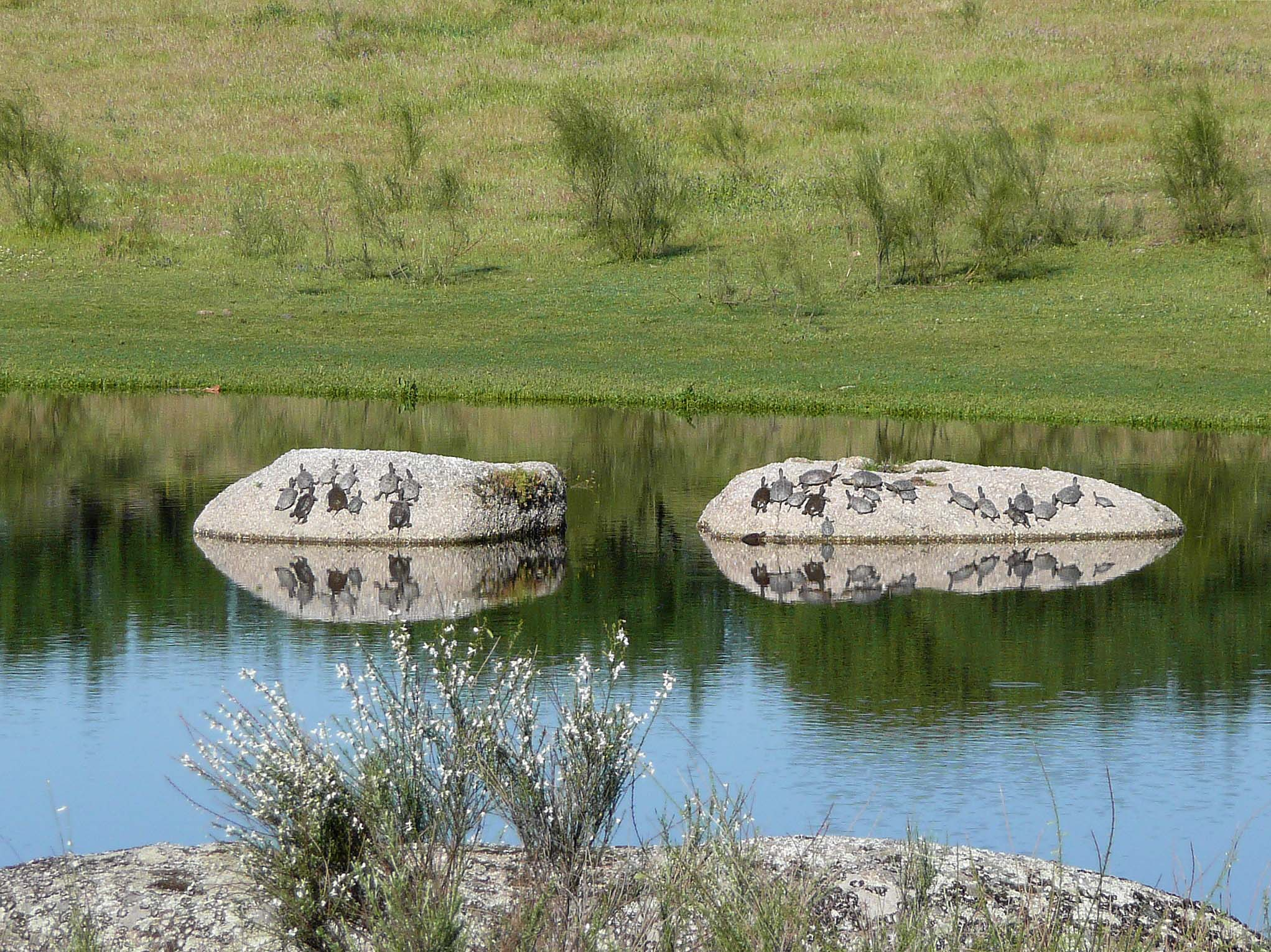
Galàpags

Són nombrosos els vestigis arqueològics existents a Los Barruecos. A les Penyes del Tresor es localitza un important jaciment prehistòric que abasta diverses de les etapes de la prehistòria de la regió. Cal destacar que en aquest lloc s'han trobat les evidències més antigues de producció agrícola d'Extremadura Arxivat 2007-03-11 a Wayback Machine. datades de fa uns 7.000 anys, en el Neolític. El lloc va ser habitat en etapes posteriors com el calcolític o l'edat del bronze. En relació amb aquest assentament caldria esmentar un conjunt de pintures i gravats rupestres que es formen com un dels nuclis d'art rupestre postpaleolític més interessants d'Extremadura. Cap al sud es localitza una important necròpoli megalítica, la d'Hijadilla.
D'èpoques més recents s'han trobat carreus amb inscripcions i teules que daten de l'època romana, i també són coneguts alguns enterraments antropomorfs tallats en roca del període altmedieval, sumats a l'antic Safareig, del segle xviii, i a diversos molins fariners.
Totes aquestes restes constitueixen un interessant registre arqueològic de la presència i activitats humanes a la regió.